# Monastero dei Carmelitani Scalzi di Slaný
Il monastero dei Carmelitani Scalzi di Slaný, o semplicemente monastero di Slaný, (in ceco Klášter Slaný) è una struttura conventuale che si trova a Slaný, comune del Distretto di Kladno, Boemia Centrale in Repubblica Ceca. Appartiene all'arcidiocesi di Praga ed è un edificio di grande pregio storico e architettonico risalente al XVII secolo ed è considerato monumento culturale nazionale.

## Storia

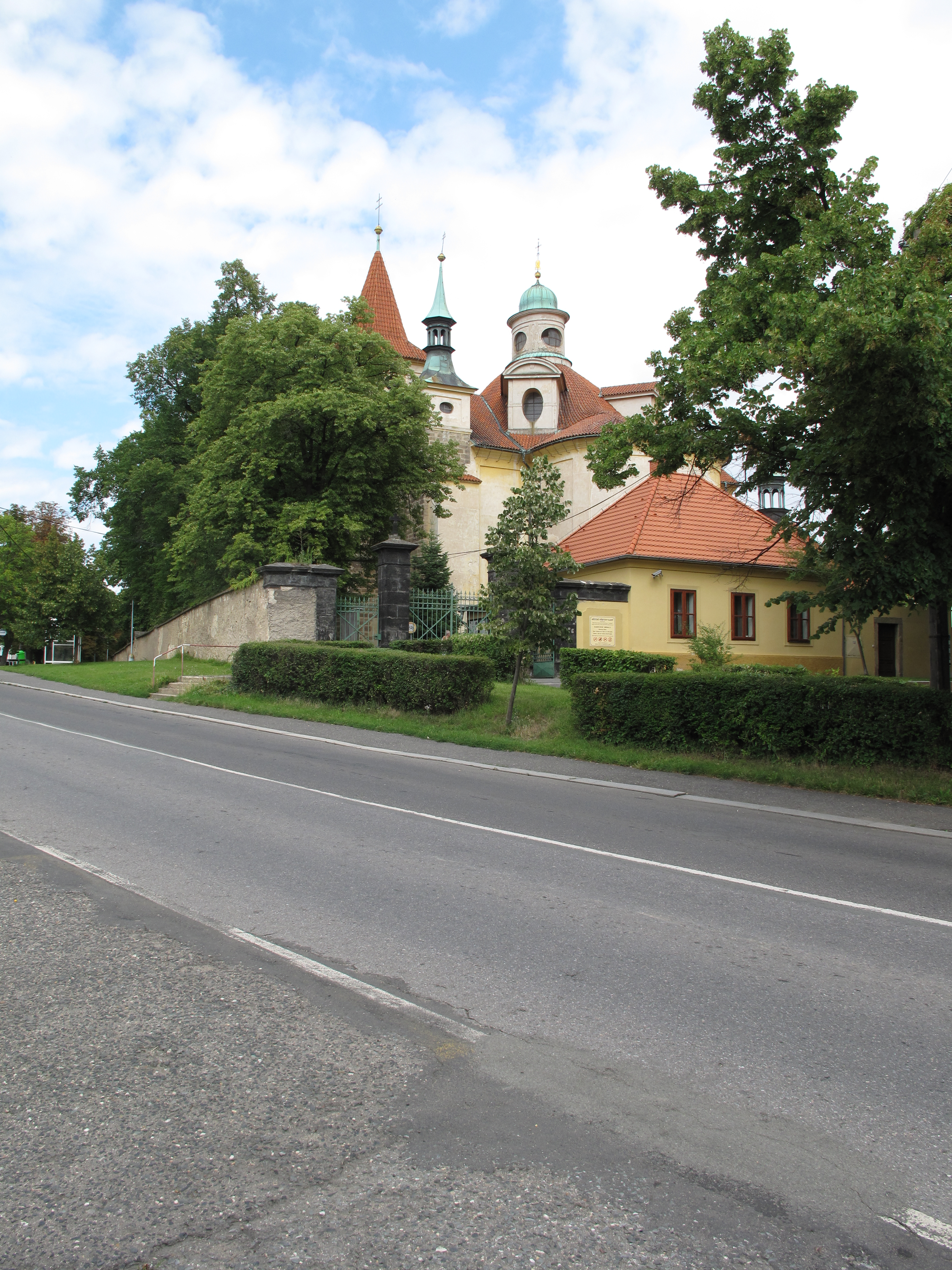
Monastero e chiesa della Santissima Trinità

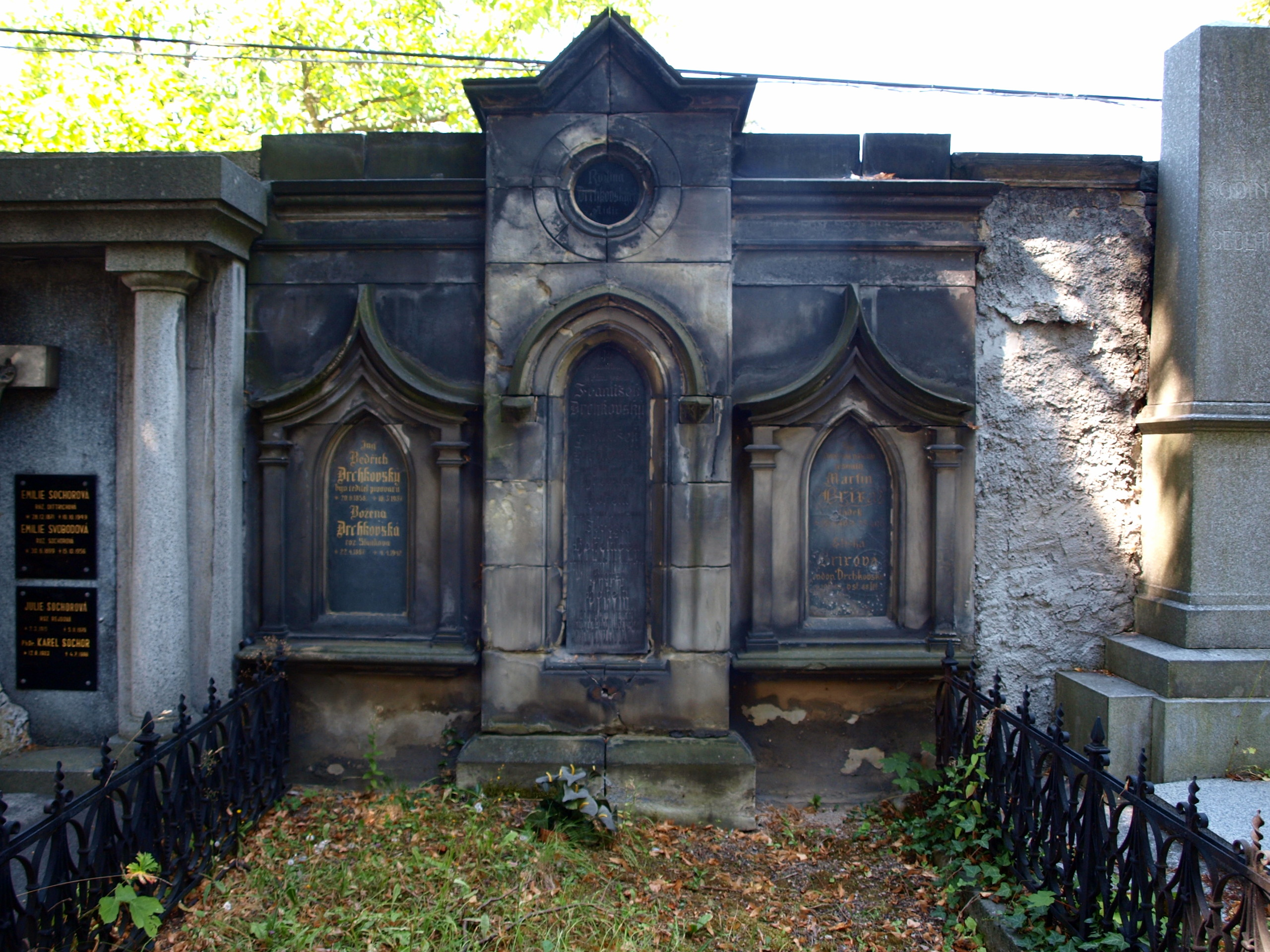
Lapidi storiche nel cimitero conventuale

L'edificio del primo barocco fu realizzata negli anni tra il 1655 e il 1662 su progetto di Giovanni Domenico Orsi de Orsini. Il convento fu annesso ad una chiesa rinascimentale più piccola in seguito dedicata alla Santissima Trinità. In origine il convento appartenne all'ordine francescano e solo in seguito passò all'ordine dei carmelitani scalzi.

## Descrizione
L'area del monastero si trova a Slaný, comune della Boemia Centrale in Repubblica Ceca. Si tratta di una grande struttura barocca con annessa la chiesa della Santissima Trinità, un giardino recintato con numerose statue raffiguranti santi e il cimitero. L'ex monastero francescano si trova in posizione elevata su una collina a nord-est della città, precedentemente chiamata Na Golgota. L'intera area è circondata da un muro e resa accessibile da diversi cancelli. Si tratta del monumento barocco più prezioso della città.

### Monumento culturale della Repubblica Ceca
La tutela dei monumenti della Repubblica Ceca considera monastero dei Carmelitani Scalzi di Slaný  un monumento culturale nazionale col numero di catalogo 1000144032. Oggetto di tutela sono l'edificio conventuale, la chiesa della Santissima Trinità con la cappella di Loreto, il muro del monastero, il giardino del monastero con il muro e le terrazze, le numerose statue, il cimitero e diverse lapidi presenti.